# Frescati House

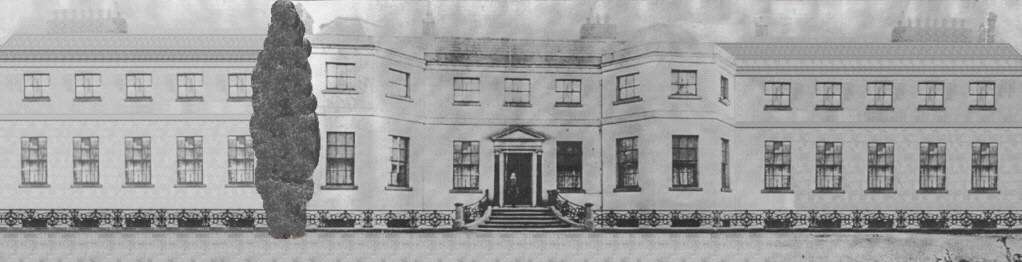
Impression von Frescati House. Wie andere Landhäuser aus georgianischer Zeit war Frescati House außen eher einfach gehalten, ganz im Gegensatz zur raffinierten Innenausstattung.

Frescati House war ein Landhaus und Anwesen in Blackrock, einem Vorort der irischen Hauptstadt Dublin, zwischen den Hügeln und dem Meer. Im 18. Jahrhundert war Blackrock bei den gut situierten Leuten sehr beliebt und wuchs zu einem modischen Seebad. Der niedere Adel des smoggeplagten Dublin zog in die Gegend, um Seeluft zu atmen. In dieser Zeit wurde eine Reihe von Landhäusern am Meeresstrand um Blackrock gebaut, z. B. Maretimo, Carysfort, Lios an Uisce und Sans Souci. Frescati House ließ die Familie von John Hely-Hutchinson, dem Provost von Trinity College Dublin, 1739 errichten.

## Geschichte

### Die Herzogin
In den 1750er-Jahren verkaufte John Hely-Hutchinson das Haus an die FitzGeralds, Irlands größte Landbesitzer, die Land in ganz Leinster besaßen. Frescati House wurde zusammen mit Leinster House in Dublin und Carton House im County Kildare einer ihrer drei Hauptwohnsitze. Sie verbrachten viel Zeit in Frescati House, besonders im Sommer. Als Emily FitzGerald, Duchess of Leinster, Frescati House sah, sagte sie, sie hätte sich in das Haus verliebt.

### Ausbau
Anders als Kildare House und Carton House pachteten die FitzGeralds Frescati House nicht, sondern kauften es und ließen es ausbauen. In den 1760er-Jahren ließen sie es erweitern. Sie sollen £ 85.000 in das Haus gesteckt haben, was in heutigem Geld vielen Millionen Euros entspricht. Es wurde auf das Dreifache seiner ursprünglichen Größe ausgebaut und erhielt Seitenflügel und Erker, um den schönen Meerblick auszunutzen. Damals erhielt das Haus seinen Namen, angelehnt an den Namen des italienischen Seebades Frascati.

### Beschreibung von Haus und Landschaftsgarten
Anders als bei anderen großen Häusern war das Äußere von Frescati House einfach gehalten und nicht mit Ziergiebeln und Pfeilern verziert. Einige hielten dies für noble Einfachheit, andere hielten es für wenig bemerkens- und erhaltenswert. Sein einfaches Äußeres kontrastierte mit den reich verzierten und gut zugeschnittenen Innenräumen. Dort gab es behauene Kaminsimse aus Marmor, viele fein ausgebildete Decken und Stuckarbeiten höchster Qualität. Es gab eine Bibliothek, eine klassische Steintreppe mit Wänden, die mit Medaillons versehen waren, und einen kreisrunden Raum, dessen Decke ein Kreuzgewölbe besaß. Im langen Wohnzimmer gab es eine von Riley, einem Schüler von Joshua Reynolds, bemalte Decke. Frescati House hatte sogar sein eigenes Theater mit korinthischen Säulen. Jacob Smith, der auch in Carton House und Russborough House gearbeitet hatte, gestaltete die großen formellen Gärten voll seltener Pflanzen und Büschen. Das Haus stand weit von der Straße zurückgesetzt auf einem großen Park- und Waldgrundstück; der Priory Stream floss hindurch. Es gab auch einen kleinen Teich mit Meerwasser im Garten. Die Einfahrt zum Grundstück lag in der Nähe des Eingangs zum heutigen Blackrock Shopping Centre und das Anwesen erstreckte sich bis zur heutigen Sydney Avenue.

### Lord Edward FitzGerald
Frescati House war die liebste Wohnstatt von Lord Edward FitzGerald, einem prominenten Kommandeur der Society of United Irishmen. Er war Emily FitzGeralds Sohn und hatte einen großen Teil seiner Kindheit hier verbracht. Die Mutter sorgte sehr für die Gesundheit ihrer Kinder und so verbrachten sie die meiste Zeit in Blackrock und wurden hier auch erzogen. Emily FitzGerald war eine große Verehrerin von Jean-Jacques Rousseaus Émile, die die Bedeutung praktischer Lektionen aus der realen Welt gegenüber sturem Lernen aus Büchern predigte. Emily FitzGerald beschloss, dass Blackrock der beste Ort sei, um Rousseaus Ideale von Erziehung an ihren Kindern zu praktizieren. Die Fürstin, die die Extravaganz liebte, lud Rousseau selbst als Tutor ihrer Kinder auf Frescati House ein. Er lehnte ab, und so beauftragte Emily FitzGerald schließlich einen schottischen Tutor. Dieser, mit Namen William Ogilvie, bekam aufgetragen, Émile in Blackrock zum Leben zu erwecken. Sie schockierte später ihre Familie und brachte sie in Verruf, indem sie sechs Wochen nach dem Tod ihres Gatten Ogilvie heiratete. Lord Edward heiratete seine Gattin Pamela im Dezember 1792 in Tournai. Nachdem das Paar einige Zeit in Hamburg verbracht hatte, kam es 1793 auf Frescati House. Wegen Lord Edward Engagement bei den United Irishman hatte das Paar kaum eine permanente Wohnstatt in der Zeit, in der es zusammen war. Pamela, von der einige meinen, sie sei die illegitime Tochter des Herzogs von Orléans gewesen, wurde als „elegant und im höchsten Maße engagiert“ und als „verständigen Geschmacks in ihren Bemerkungen und ihrer Neugier“ beschrieben. In Frescati House fanden einige Versammlungen der United Irishmen statt. Thomas Paine, der Autor von Die Rechte des Menschen, besuchte Lord Edward in Frescati House. Lord Cloncurry, der in der Nähe, in Maritimo, lebte, war auch ein häufiger Besucher des Hauses. Eine Passage aus einem Brief, den Lord Edward 1793 an seine Mutter schrieb, lautet:

„Meine Gattin und ich sind gekommen, um uns hier niederzulassen. Wir kamen gestern Abend, standen heute an einem schönen Frühlingstag auf und wir genießen gerade die kleine Bibliothek; die Fenster sind offen und wir hören die Vögel singen; dieser Ort schaut wunderschön aus. Die Pflanzen im Durchgang sind gerade gegossen und, da wir die Tür zum Durchgang aufgelassen haben, riechen die Räume wie ein Gewächshaus. Pamela hat vier wunderbare Blumentöpfe bepflanzt und arbeitet jetzt an ihrem Treibkasten, während ich meiner liebsten Mutter schreibe; und auf den beiden kleinen Regalen sind sechs Töpfe mit schönen Aurikeln und ich sitze in einem Erker mit all diesen guten Gefühlen, die das schöne Wetter, dieser schöne Ort, die singenden Vögel, die hübsche Frau und Frescati House mir bereiten.“

Als er 1797 in das Haus zurückkam, schrieb er:

„Ich kann dir nicht beschreiben, wie zufrieden ich war, diesen Ort wiederzusehen. In einem Moment ziehen Jahre vorbei; jeder Busch, jede Kurve, jedes Geräusch im Haus hat eine eigene, kleine Geschichte. Das Wetter ist angenehm und der Ort sieht wunderschön aus. Die Bäume sind so gewachsen und es gibt Tausende von schönen, geschützten Flecken, was am Meer in dieser Jahreszeit sehr angenehm ist. Die Vögel singen, die Blumen blühen und lassen mich einige Momente lang die Welt und alle Schurkerei und Tyrannei, die darin vorgehen, vergessen.“

In der Folge einer Zusammenkunft in Frescati House am 24. Februar 1798 wurden FitzGeralds revolutionäre Pläne von Thomas Reynolds verraten. Im März 1798 waren die United Irishman von Spionen infiltriert worden. Zu dieser Zeit wurden Mitglieder des Komitées von Leinster inhaftiert. Lord Edward FitzGerald kam davon lief weg. Aber ein Informant, den die £ 1000 gelockt hatten, war für seine Verhaftung am 19. Mai in der Thomas Street in Dublin verantwortlich. Er erschoss einen der Angreifer, als er zu fliehen versuchte, wurde dabei aber selbst angeschossen. Am 4. Juni 1798 verstarb er im Newgate-Gefängnis an seinen unbehandelten Wunden.

### Viktorianische Zeit

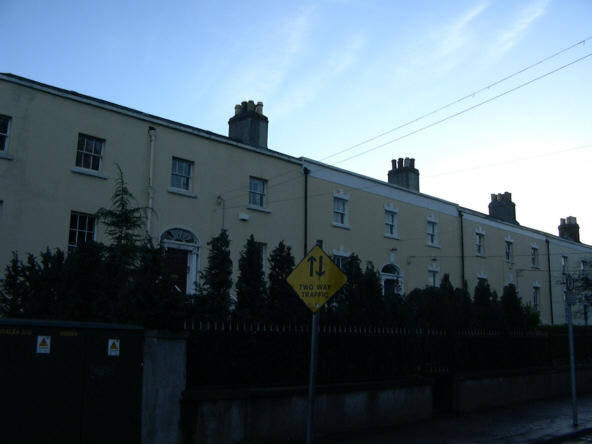
Pembroke Place, eine Terrasse, die Reverend Craig erbauen ließ

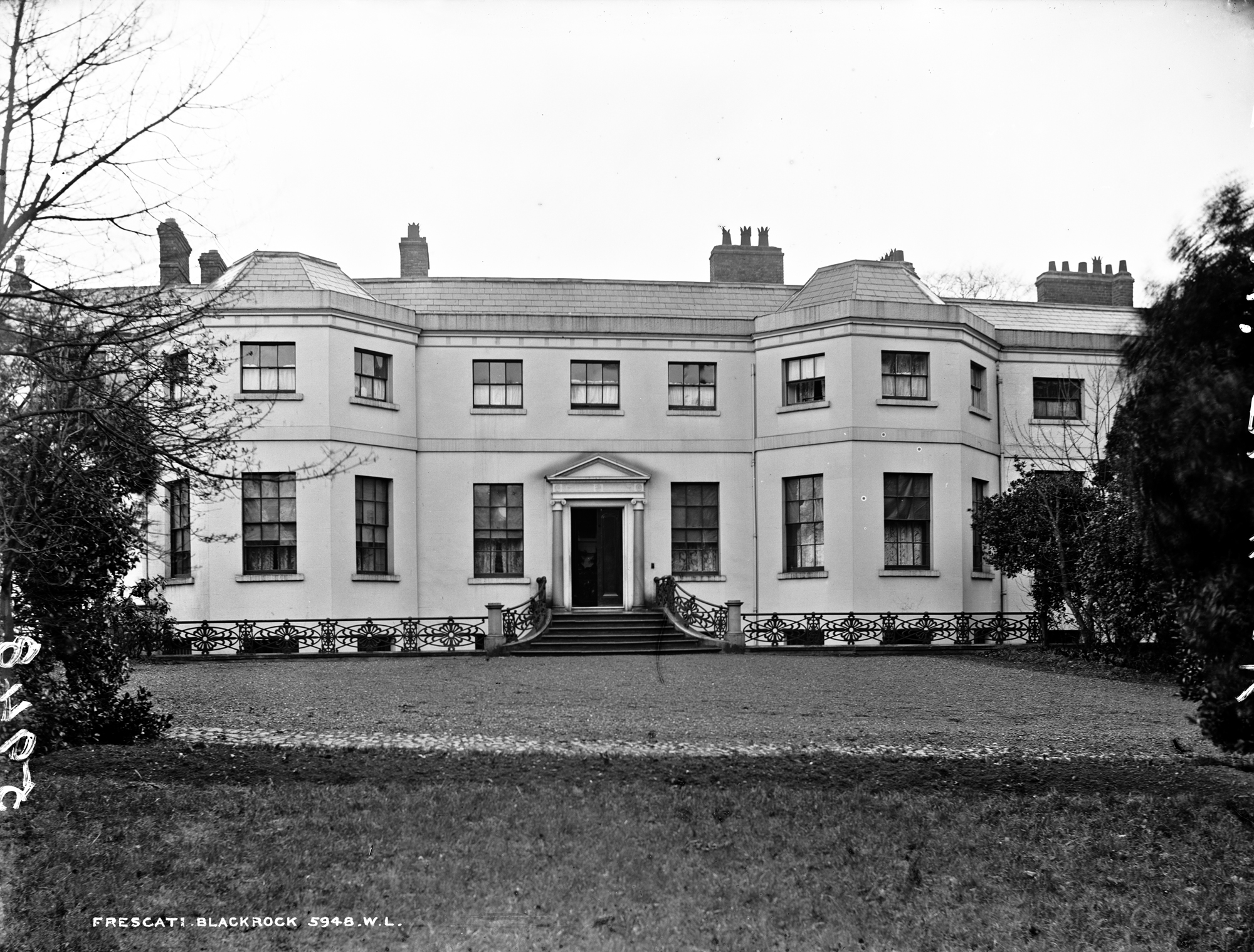
Frescati House Ende der 1800er-Jahre

Später gehörte das Haus kurze Zeit Sir Henry Cavendish, dem Schatzmeister für Irland. Ab 1804 war dort eine Zeitlang die Knabenschule von Reverend Craig untergebracht. Diese Schule bereitete Schüler auf das Trinity College in Dublin vor und vermittelte papstfeindliche und antikatholische Werte, genau das Gegenteil von dem, was Lord Edward glaubte. Viele bedeutende Kaminsimse wurden in dieser Zeit aus dem Haus entfernt. Laut Gerald Campbells Buch Edward and Pamela Fitzgerald fand Lady Campbell (ihre Tochter) zwei davon in Häusern am Merrion Square. Fünf Stallungen (die vor der Kurve des heutigen Frescati-Parks lagen) wurden in Wohnhäuser umgewandelt. Die Familie Craig verkaufte das Anwesen in den 1850er-Jahren.

### Bautätigkeit Anfang des 20. Jahrhunderts
Im 20. Jahrhundert wurden Wohnhäuser auf dem Anwesen von Frescati House errichtet, z. B. Frescati Park. Dieser schloss auch teilweise die Stable Lane mit ein und die Stallhäuser wurden abgerissen, um Platz dafür zu schaffen. Das Wohngebiet wurden im lichten Wald um Frescati House errichtet und bestand aus Häusern mit Bogenfenstern, ähnlich denen von Frescati House. Als Lisalea House abgerissen wurde, gingen dessen Grundstück im Anwesen von Frescati House auf.

### Der Anfang von Ende
Der Niedergang von Frescati House begann Ende der 1960er-Jahre, als die McKinleys es kauften. Der Umfang des zugehörigen Anwesens blieb bedeutend. Ende der 1960er-Jahre kaufte die Grafschaftsverwaltung von Dún Laoghaire Grundstücke vom Anwesen, um eine Umgehungsstraße zu bauen. Auch nachdem das Land für die vierspurige Umgehungsstraße von Blackrock verkauft worden war, gehörten noch 2,8 Hektar Grundstück zum Haus. Zur selben Zeit wurden Frescati House und seine Ländereien als neu als Gewerbegebiet ausgewiesen. Dies bedeutete ein hohes finanzielles Potenzial für das Grundstück. 1970 gehörte das Anwesen der Frescati Estates Ltd, einer Firma, die den Direktoren und Eigentümern der Roches Stores gehörte. Sie ersuchten um eine Planungsgenehmigung für den Abriss des Hauses. Die Genehmigung wurde erteilt, unabhängig davon, was dort gebaut werden sollte. Ein Supermarkt, ein Bürogebäude, ein Hotel und Parkplatz wurden für das Grundstück geplant.

### Kampf um den Erhalt von Frescati House

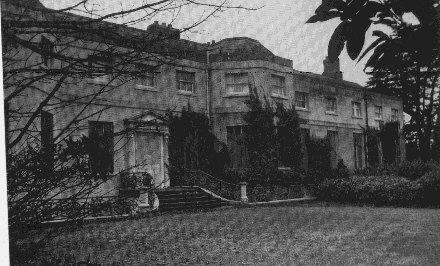
Frescati House, nach dem Kauf durch die Eigentümer von Roches Stores mit Brettern vernagelt

Als die Pläne 1971 publik wurden, gab es Einsprüche von Leuten, die das Landhaus erhalten wollten. Eine Versammlung in der Stadthalle von Blackrock, bei der es um die Zukunft von Frescati House ging, war gut besucht. Verschiedene Gruppen wurden für den Widerstand gegen den Abriss gegründet. Einige Einwohner bildeten eine Organisation mit dem Namen Frescati Preservation Society. Desmond FitzGerald war ihr Vorsitzender und Marie Avis Walker unterstützte die Organisation als Sekretärin. Roches Stores erklärte sich lediglich bereit, eine einzelne, stuckverzierte Decke zu erhalten, die in einer Erinnerungshalle neben dem Supermarkt bewahrt werden sollte. Örtliche Politiker schlossen sich der Save-Frescati-Sache an, da der Fortbestand des Hauses ein großes Thema bei den Erhaltensbefürwortern wurde. Da die Planung des Abrisses des Hauses für jedwede Ersatzbebauung bereits genehmigt war, konzentrierte sich die Kampagne darauf, die Planungsgenehmigung für die Ersatzbebauung zu verhindern.
Roches Stores drohte damit, die Grafschaftsverwaltung von Dún Laoghaire auf £ 1,3 Mio. zu verklagen, damals eine große Summe, auch wenn die Rechtsmeinung vorherrschte, dass solch eine Klage keinen Erfolg haben würde. Sie versprachen aber, die Klage zurückzuziehen, wenn ihnen gestattet würde, die Seitenflügel des Hauses abzureißen. Die Grafschaftsverwaltung von Dún Laoghaire schlug vor, diese Abrissgenehmigung zu erteilen; der Pillar Room allerdings sollte in den Teil integriert werden, der erhalten werden sollte. Diesen Vorschlag lehnten die Erhaltensbefürworter ab. Verschiedene Gruppen, die das Haus erhalten wollten, darunter An Taisce, Bord Fáilte, das National Monuments Advisory Council, die Old Dublin Society, das Arts Council und die Irish Georgian Society, unterzeichneten einen formellen Einspruch gegen den Vorschlag der Grafschaftsverwaltung von Dún Laoghaire, eine Erlaubnis zum Abriss auch nur irgendeines Teils von Frescati House zu erteilen. Verschiedene Firmen boten an, das Haus zu kaufen und das Grundstück zu bebauen, ohne Frescati House abzureißen. Eine dieser Firmen wollte Wohnhäuser auf dem verbleibenden Land errichten und Frescati House zu restaurieren. All diese Angebote wurden abgelehnt.
Die Erhaltensbefürworter befürchteten, dass Roches Stores versuchen würde, das Haus illegal abzureißen. Als Leute, die in der Gegend wohnten, einen Lastwagen voll Mauerwerk vom Haus bemerkten, alarmierten sie die Stadtverwaltung von Dublin, die daraufhin einen Bauinspektor schickte. Als sich die Delegation Zugang zum Haus verschafft hatte, fand sie dort den Architekten des Einkaufszentrums mit einigen Handwerkern und stellten fest, dass einige Böden entfernt worden waren. Der Architekt gab an, dass man „nur Bodenbretter und Profilträger angehoben“ hätte. Es gab keinen ersichtlichen Grund, aus dem solche Arbeiten in dem Haus ausgeführt werden sollten. Wie auch immer, war es nicht erlaubt, irgendwelche Arbeiten dieser Art im Haus auszuführen. Der Bauinspektor wies darauf deutlich hin.
Die Erhaltung von Frescati House erwies sich als schwieriger Kampf. Die Kampagne wurde fortgesetzt, was lang andauernde Kämpfe vor Gericht und Petitionen einschloss. Eine Geschichtswissenschaftlerin von Trinity College schrieb eine Masterarbeit über die Situation von Frescati House. Sie wurde vor Gericht geladen und befragt, was sie vom vorgeschlagenen Abriss der Flügel von Frescati House halten würde. „Grob“, sagte sie, „es ist Vandalismus! Was soll man noch über die Zerstörung guter Dinge sagen, die unsere Vorfahren uns hinterlassen haben, damit sie bleiben?“ Eine Petition mit Tausenden von Unterschriften aus Irland und aus dem Ausland wurde dem Gericht vorgelegt. Man argumentierte, dass Frescati House strukturell gut erhalten sei, aber dass in den Innenräumen Arbeiten durchgeführt werden müssten. Mariga Guinness von der Irish Georgian Society sagte, dass sie viele Anfragen von Leuten hätte, die in Frescati House wohnen wollten. Sie fügte hinzu, dass sie gesehen hätte, dass Gebäude, wie die Britische Botschaft und Holy Cross, restauriert worden seien, die in sehr viel schlechterem Zustand gewesen seien.
Marie Avis Walker nutzte ein juristisches Schlupfloch, das erstmals von jemandem genutzt worden war, der Anfang der 1970er-Jahre um eine Genehmigung nachgesucht hatte, „eine kleine Hütte aus Lehm und Weidenzweigen, neun Bohnenreihen und einen Stock für Honigbienen“ auf der Isle of Innisfree zu bauen. Dieser Antrag wurde von der Grafschaftsverwaltung von Sligo mit der Begründung zurückgewiesen, dass dies öffentliche Belange behindern würde. Als Marie Avis Walker dieses Schlupfloch nutzte, war sie erfolgreicher: Sie erhielt eine Planungsgenehmigung für ein Einkaufszentrum, in dem Frescati House zur Gänze erhalten bleiben würde. Die Bauträger zeigten sich besorgt, dass sie dazu in der Lage war, obwohl sie nicht die Grundstückseigentümerin war. Als direkte Folge davon wurde das betreffende Gesetz geändert und heute ist es nicht mehr möglich, eine Planungsgenehmigung für ein Grundstück zu erhalten, das einem gar nicht gehört. Dieser Vorgang war aber aus einem anderen Grunde wichtig: Obwohl Marie Avis Walker bewies, dass das Einkaufszentrum und Frescati House nebeneinander bestehen konnten, wies Roches Stores diese Möglichkeit zurück und demonstrierte somit ihren Unwillen, Frescati House zu erhalten.
Mit dem Fortgang des Streites verfiel das Haus zusehends. Wertvolle Teile der Innenausstattung, wie Kaminsimse, wurden entfernt. Teile der Dacheindeckung wurden gestohlen, was zu Schäden am Stuck führte. Roches Stores war nicht gewillt, Geld in die Erhaltung eines Gebäudes zu stecken, das sie abreißen wollte. Auch die Grafschaftsverwaltung war teilweise schuld an dem Verfall, da sie die Mauer, die sie für den Bau der neuen Umgehungsstraße hatte einreißen lassen, nicht ordentlich ersetzen ließ. So blieb das Grundstück von Frescati House offen zugänglich und es wurde nichts gegen Leute unternommen, die das Haus beschädigten. Keinerlei Reparaturarbeiten an dem Haus wurden ausgeführt, und so verfiel es weiter. Der sich zunehmend verschlechternde Zustand des Hauses war einer der Faktoren, die den letztendlichen Abriss unausweichlich machten.
Anfang der 1980er-Jahre erteilte An Bord Pleanála schließlich die Genehmigung zum Abriss der Gebäudeflügel. 1981 erfolgte dieser Abriss. Dies betraf 70 % des Hauses. Die wichtigen Umstände, die für eine Restaurierung des Resthauses sprachen, wurden später einfach ignoriert. Als die Flügel abgerissen wurden, tat man nichts, um den Rest des Hauses zu stützen. Trotzdem blieb das Haus in seiner Struktur sicher. Die Grafschaftsverwaltung hatte eingewendet, dass die vorgeschlagene Ersatzbebauung für die Gegend nicht geeignet sei. Als Roches Stores ihren Supermarkt fertiggestellt hatte, hatten die Erhaltensbefürworter keine rechtliche Handhabe mehr, da die Genehmigung zum Abriss des Hauses wirksam wurde, sobald die Genehmigung zur Bebauung des Grundstückes erteilt war. Die Grafschaftsverwaltung weigerte sich, mit den Erhaltensbefürwortern weiter zu verhandeln. Roches Stores erklärte, dass Frescati House „nicht mehr restauriert werden könnte“. Marie Avis Walker wies darauf hin, dass die britische Botschaft am Merrion Square, die durch einen Brand beschädigt worden war, sehr wohl restauriert worden war.

### Das Ende
In diesem Stadium war es klar, dass der Versuch, Frescati House zu erhalten, gescheitert war. 1982 versuchte die Grafschaftsverwaltung, vor dem obersten Gerichtshof eine Weisung an Roches Stores zu erhalten, den Rest des Hauses zu restaurieren, wie es in der Planungsgenehmigung vorgesehen war. Der Richter, Mr O'Hanlon, kritisierte beide Seiten für die Situation, die sich nun entwickelt hatte. Die Grafschaftsverwaltung hatte es sowohl versäumt, dafür zu sorgen, dass das leere Gebäude in gutem Zustand gehalten würde, als auch das Gesetz gegen Roches Stores anzuwenden. Sie hatte auf die Weigerung des Bauträgers, bei den Zusagen, das eine Haus zu erhalten und £ 20.000 für notwendige Reparaturen aufzuwenden, zu bleiben, nicht effektiv reagiert. Richter O’Hanlon schloss daraus, dass der Zustand nun unumkehrbar sei und es in diesem Stadium nicht mehr machbar sei, Frescati House zu restaurieren. Ein Auszug aus dem Urteil lautet:

„Es scheint mir, dass der Bauträger die Verschlechterung des Gebäudezustandes komplett ignoriert oder ihn sogar willkommen geheißen hat, und in jedem Fall nichts getan hat, um sie aufzuhalten. Ich meine, dass der Bauträger jede moralische Verpflichtung, die aus den Verhandlungen mit der Grafschaftsverwaltung oder dem Planungsantrag erwachsen ist, nicht beachtet hat, aber ich meine auch, dass die Grafschaftsverwaltung es vollständig versäumt hat, ihre rechtliche Macht zu nutzen, mit dieser Situation fertig zu werden.“

Am 4. November 1983 wurde Frescati House in den frühen Morgenstunden bis auf die Grundmauern abgerissen, was eine Kampagne beendete, die fast 13 Jahre lang gedauert hatte. Zwei Bagger erledigten die Aufgabe schnell und kein einziger Demonstrant tauchte auf, um die Zerstörung zu verhindern, auch wenn einige zur Beobachtung des Abrisses kamen. Einige der Bambuspflanzen, die Lord Edward als Sprössling pflanzte, die er von einer Reise zu Insel St. Lucia in der Karibik mitgebracht hatte, waren noch da. Souvenierjäger kamen, um den Schutt zu durchsuchen, der noch bis 10.00 Uhr auf dem Grundstück verblieb. Dann wurden die Überreste auf Lastwagen verladen und in Ringsend verklappt. Das Ende von Frescati House fasste Aidan Kelly in einem Brief zusammen, der im Irish Independent erschien:

„Langsam, weit vor der winterlichen Morgendämmerung, schlingerte das gelbe Monster an die graue Fassade. Eine einsame Saatkrähe stöberte in den großen Buchen in der Nähe, gestört vom unbarmherzigen Schnurren kräftiger Motoren. Unten am Bach zitterten, was vom Ziergarten übrig geblieben war, einige Bambusblätter in der nächtlichen Brise. Ein mächtiger Arm stieß das Gebäude an. Es gab keinen Krach, nicht einmal ein Rumpeln. Mauerwerk fiel mit einem Rascheln und einer Staubwolke die efeubewachsenen Wände herunter, um im Moos dumpf aufzuschlagen. Innerhalb einer Stunde existierte Frescati House nicht mehr“
„Eine lange Zeit später, im trüben Licht des Novembermorgens, kamen einige frühe Einkäufer daher, versunken in ihren eigenen Angelegenheiten. Sie bemerkten nichts. Vielleicht wird unser kleiner und selbstsüchtiger Geist, unsere verstohlene, irische Art, unsere bereitwillige Antwort auf das Drehen einer Münze, niemals den natürlichen Adel und die große Aufrichtigkeit dieses Mannes [Lord Edward FitzGerald] erfassen können! Seine fortschreitende Erkenntnis der vollkommenen Ungerechtigkeit des Verhaltens der Aristokratie gegenüber Irland ist etwas, das die Iren nie die geistige Größe haben werden, Wert zuschätzen. In der irischen Volksmeinung ist dieser galante Mann immer ein schlechter Patriot gewesen. Nun rollen sie einen Felsblock hinein und befestigen darauf eine Tafel! Wie schnell wir doch jemanden verurteilen und beleidigen und es nicht einmal merken...“

## Nachspiel

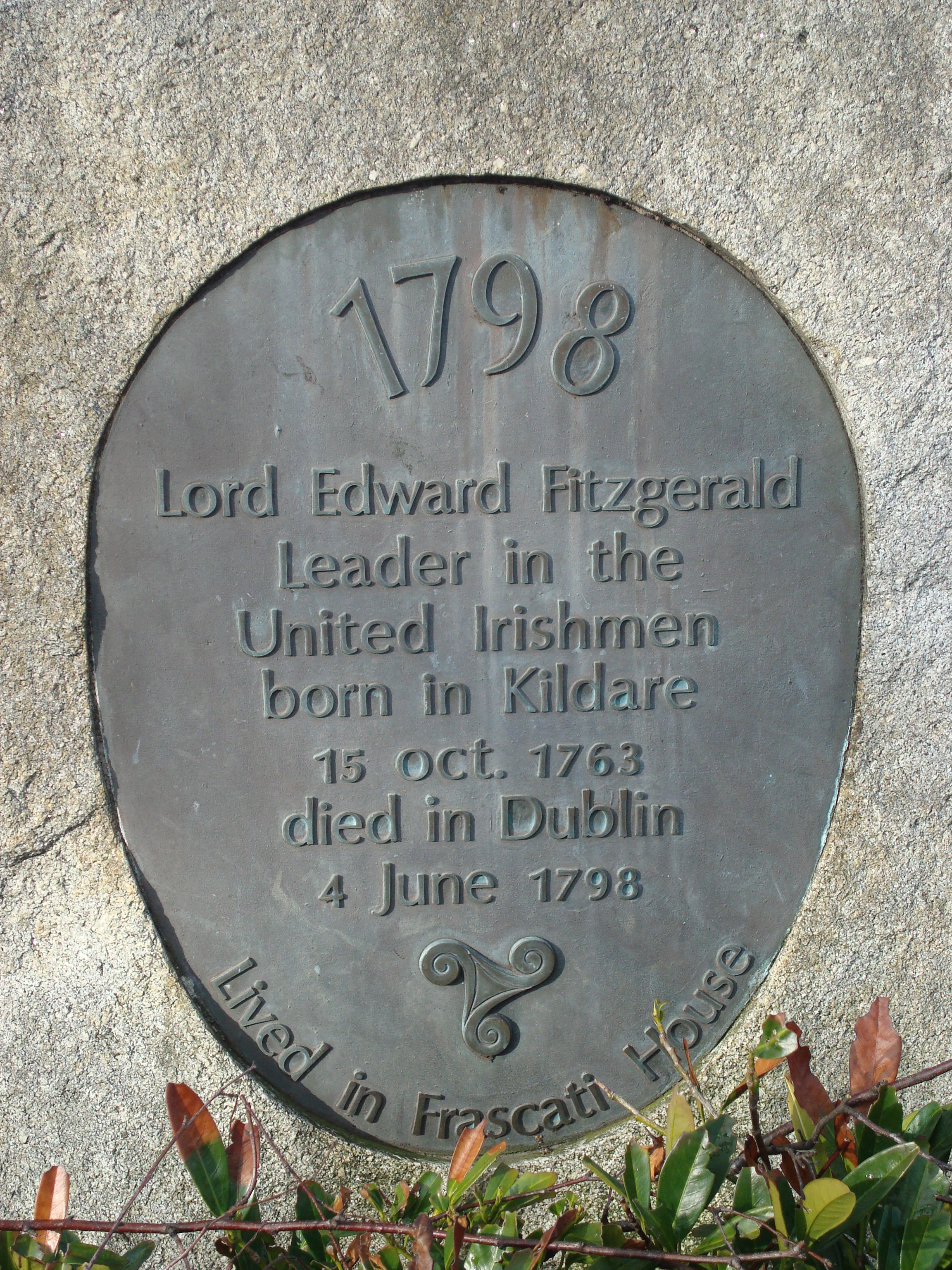
Der Felsblock, den Roches Stores aufstellte, nachdem Frescati House abgerissen worden war

Seit dem Abriss von Frescati House gibt es Roches Stores nicht mehr. Das Geschäft hat sich verdreifacht und heißt jetzt Frascati Shopping Centre (man beachte das „a“!). Ein neues Einkaufszentrum entstand gegenüber dem Grundstück des ehemaligen Landhauses und wurde nur zwei Jahre nach dem Abriss eröffnet. Als Kompensation für den Verlust von Frescati House erklärte sich die Frescati Estates Ltd dazu bereit ein fortdauerndes Stipendium am University College Dublin, dotiert mit £ 50.000, auszuloben; es nennt sich Lord Edward Fitzgerald Memorial Fund. Roches Stores ließ einen Felsblock aus Granit mit einer Bronzetafel neben dem Eingang platzieren. Die Tafel erinnert an Lord Edward FitzGerald, auch wenn die Inschrift sachliche Ungenauigkeiten aufweist; so ist z. B. erwähnt, dass er in „Frascati House“ (man beachte wieder das „a“!) gelebt hätte. Der Felsblock steht rechts des Fußgängereingangs zum heutigen Einkaufszentrum, aber Hecken wuchern oft über dessen Vorderseite, sodass Passanten ihn kaum sehen können.
Der Priory Stream (oder auch Frescati Stream in der Nähe des ehemaligen Landhauses) ist heute kanalisiert und liegt unter dem Parkplatz; man sieht ihn aber zwischen den angrenzenden Apartmenthäusern, dann fließt er unter der Hauptstraße durch und ergießt sich in den Blackrock Park. In Zeiten der Bedrohung durch unerwartete Angriffe der Miliz der Krone aus Dublin Castle bildete der Bachlauf möglicherweise einen Fluchtweg. Den ursprünglichen Tunnel, den Emily FitzGerald hatte anlegen lassen, um Meerwasser in den Park von Frescati House zu leiten, ist bis heute erhalten. Man weiß nicht genau, wo er liegt, und er wurde verschlossen.
Möglicherweise bemerkt der Besucher verstreute Blöcke aus Granit, die auf einem Parkplatz deplatziert erscheinen. Sie gehörten einst zum Landhaus. Die Überreste von Frescati House sind heute verstreut und schwer zu finden. Die Geländer aus Gusseisen wurden gestohlen, aber einige Fragmente des Stucks werden von den Behaltensbefürwortern an einem sicheren Ort aufbewahrt. Ironischerweise wäre von dem Haus mehr erhalten geblieben, wenn Roches Stores 1971 mit dem Abriss hätte beginnen dürfen. Die Stuckdecke, deren Erhaltung sie ursprünglich angeboten hatten, ist heute zerstört.
Der Druck der Behaltensbefürworter erreichte, dass ein nahegelegenes Landhaus, St Helen's zum National Monument erklärt wurde. Dieses Haus wurde seither als Fünfsternhotel Radisson Blu umgebaut. Die Erfahrungen, die man im Umgang mit Frescati House gemacht hatte, wurden anderweitig angewandt. Hunderte von Häusern in der Gegend wurden sofort nach dem Abriss von Frescati House auf eine Liste zu erhaltender Bauwerke gesetzt. Der Fall Frescati House wurde im Endstadium der Architectural Heritage (National Inventory) and Historic Monuments (Miscellaneous Provisions) Bill 1998 berücksichtigt und Gebäude von kultureller Bedeutung erhalten durch das resultierende Gesetz heute mehr Schutz. Das große Maß an Vernachlässigung, das Frescati House zuteilwurde, war eine Schlüsseltaktik des Bauträgers. Später führte man eine Gesetzgebung ein, aufgrund deren die Besitzer historischer Gebäude mit Gefängnisstrafe oder Geldstrafe bis zu £ 1 Mio. für deren Vernachlässigung belegt werden können. Dieses Gesetz kam zur Anwendung, als Arthur's Garage, ein als historisch gelistetes Gebäude im südlichen Stadtzentrum, illegal abgerissen wurde. Der Bauträger erklärte sich damit einverstanden, es wieder aufzubauen, und tat dies auch.

## Blackrock nach Frescati House
Blackrock ist ein vornehmes Wohnviertel. Die hohe Nachfrage nach Bauland in Blackrock hat zum Abriss einer Reihe alter Häuser geführt, so z. B. Maretimo, Dawson Court, The Grove, Mount Merrion House, The Elms, Laural Hill, Fitzwilliam Lodge, Talbot Lodge, Frescati Lodge, Woodville, Carysfort Lodge, Avoca House, Lisalea House, Ardlui, Linden Castle und die Yankee Terrace (eine Straße mit etwa 10 kleinen Bauernhäusern aus dem 19. Jahrhundert). Keines davon stellt einen so großen Verlust wie der von Frescati House dar.
Blackrock hat sich seit dem Abriss von Frescati House stark verändert. Die Umgehungsstraße hat den Charakter der Gegend verändert. Im Dorf gibt es eine vibrierende Atmosphäre, die von Cafés, Pubs und Boutiquen dominiert wird.
Frescati House war das letzte bedeutende Gebäude, das mit dem Aufschwung 1798 verbunden war. Die fortlaufende Veränderung in Blackrock wurde von einer langjährigen Einwohnerin, der Komikerin Rosaleen Linehan, beschrieben. In ihren eigenen Worten: „Lang lebe Blackrock. Nostalgie setzt sich selbst fort. Kein Zweifel, in 40 Jahren werden die Leute den Verlust des Roches Centre mit all seinen Outlets und seinen Ersatz durch eine Fake-Version von Frescati House beklagen.“